# ناحیه کایو
ناحیه کایو (به لاتین: Cayo District) یک منطقهٔ مسکونی در بلیز است که در بلیز واقع شده‌است. ناحیه کایو ۵٬۳۳۸ کیلومتر مربع مساحت و ۹۰٬۵۷۹ نفر جمعیت دارد.